# Erste Regierung Pitt der Jüngere

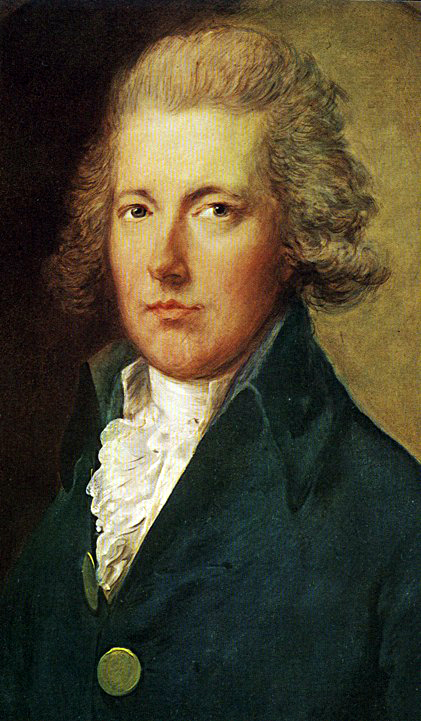
William Pitt der Jüngere

Die Regierung Shelburne war von 1783 bis 1801 die Regierung des Königreichs Großbritannien. Sie wurde am 19. Dezember 1783 von William Pitt dem Jüngeren gebildet und löste die Fox–North-Koalitionsregierung ab. Sie blieb zum 14. März 1801 im Amt, woraufhin die Regierung Addington gebildet wurde.
Bei den  zum House of Commons zwischen dem 6. September und dem 18. Oktober 1780 kamen die konservativen Tories des Premierministers Frederick North, Lord North auf 260 Mandate und die liberalen Whigs unter Henry Seymour Conway knapp dahinter auf 254 der 558 Sitze, während andere Kandidaten mit 44 Abgeordneten im Unterhaus vertreten waren. Bei den Unterhauswahlen vom 30. März bis zum 10. Mai 1784 kamen die Tories unter dem neuen Führer William Pitt d. J. auf 280 der 558 Mandate und die Whigs unter der nunmehrigen Führung von Charles James Fox auf 165 Sitze, während andere Bewerber 113 Abgeordnete im Unterhaus stellten. Bei den darauf folgenden Wahlen zum House of Commons zwischen dem 16. Juni und dem 28. Juli 1790 erhielten die Konservativen von Pitt 340 der 558 Mandate und die Liberalen unter Fox auf 183 Sitze, während andere Kandidaten nur noch 35 Parlamentarier stellten. Bei den Unterhauswahlen vom 26. Mai bis zum 29. Juni 1796 erhielten Pitts Tories 424 der 558 Sitze im House of Commons und die Whigs von Fox 95 Mandate, während andere Bewerber mit 39 Abgeordneten ins Parlament einzogen. Anfang 1801 kam es zu einer Spaltung der Tories in die „Addingtonians“ unter Henry Addington und die „Pittites“ unter William Pitt, während die „Foxites“ genannten Whigs weiterhin unter der Führung von Charles James Fox blieben.

## Kabinettsmitglieder
Dem Kabinett gehörten folgende Mitglieder an:
| Amt                                 | Amtsinhaber | Beginn der Amtszeit                                                                          | Ende der Amtszeit                                                                             |
| ----------------------------------- | --- | -------------------------------------------------------------------------------------------- | --------------------------------------------------------------------------------------------- |
| Erster Lord des Schatzamtes         | William Pitt der Jüngere | 19. Dezember 1783                                                                            | 14. März 1801                                                                                 |
| Schatzkanzler                       | William Pitt der Jüngere | 19. Dezember 1783                                                                            | 14. März 1801                                                                                 |
| Lordkanzler                         | Edward Thurlow, 1. Baron Thurlow Alexander Wedderburn, 1. Baron Loughborough | 23. Dezember 1783 28. Januar 1793                                                            | 1. Juni 1792 14. März 1801                                                                    |
| Lordpräsident des Rates             | Granville Leveson-Gower, 2. Earl Gower Charles Pratt, 1. Baron Camden William Fitzwilliam, 4. Earl Fitzwilliam David Murray, 2. Earl of Mansfield John Pitt, 2. Earl of Chatham                                                                 | 19. Dezember 1783 1. Dezember 1784 1. Juli 1794 17. Dezember 1794 21. September 1796         | 1. Dezember 1784 18. April 1794 17. Dezember 1794 21. September 1796 14. März 1801            |
| Lordsiegelbewahrer                  | Charles Manners, 4. Duke of Rutland Granville Leveson-Gower, 1. Marquess of Stafford George Spencer, 2. Earl Spencer John Pitt, 2. Earl of Chatham John Fane, 10. Earl of Westmorland                                                           | 19. Dezember 1783 22. November 1784 16. Juli 1794 17. Dezember 1794 14. Februar 1798         | 8. März 1784 16. Juli 1794 30. November 1794 14. Februar 1798 14. März 1801                   |
| Innenminister                       | George Nugent-Temple-Grenville, 3. Earl Temple Thomas Townshend, 1. Baron Sydney William Grenville, 1. Baron Grenville Henry Dundas William Cavendish-Bentinck, 3. Duke of Portland                                                             | 19. Dezember 1783 23. Dezember 1783 5. Juni 1789 8. Juni 1791 11. Juli 1794                  | 23. Dezember 1783 5. Juni 1789 8. Juni 1791 11. Juli 1794 14. März 1801                       |
| Außenminister                       | George Nugent-Temple-Grenville, 3. Earl Temple Francis Osborne, Marquess of Carmarthen William Grenville, 1. Baron Grenville Robert Jenkinson, 2. Baron Hawkesbury                                                                              | 19. Dezember 1783 23. Dezember 1783 8. Juni 1791 20. Februar 1801                            | 23. Dezember 1783 7. Mai 1791 18. Februar 1801 14. März 1801                                  |
| Erster Lord der Admiralität         | Richard Howe, 4. Viscount Howe John Pitt, 2. Earl of Chatham George Spencer, 2. Earl Spencer John Jervis, 1. Earl of St. Vincent | 30. Dezember 1783 12. Juli 1788 20. Dezember 1794 20. Februar 1801                           | 12. Juli 1788 20. Dezember 1794 19. Februar 1801 14. März 1801                                |
| Generalfeldzeugmeister              | Charles Lennox, 3. Duke of Richmond Charles Cornwallis, 1. Marquess Cornwallis | 30. Dezember 1783 1. Februar 1795                                                            | 1. Februar 1795 14. März 1801                                                                 |
| Lord Lieutenant of Ireland          | Charles Manners, 4. Duke of Rutland George Nugent-Temple-Grenville, 1. Marquess of Buckingham John Fane, 10. Earl of Westmorland William Fitzwilliam, 4. Earl Fitzwilliam John Pratt, 2. Earl Camden Charles Cornwallis, 1. Marquess Cornwallis | 12. Februar 1784 16. Dezember 1787 5. Januar 1790 4. Januar 1795 31. März 1795 20. Juni 1798 | 27. Oktober 1787 24. Oktober 1789 13. Dezember 1794 13. März 1795 14. Juni 1798 14. März 1801 |
| Handelsminister                     | Charles Jenkinson, 1. Baron Hawkesbury | 8. Juni 1791                                                                                 | 14. März 1801                                                                                 |
| Kriegsminister                      | Henry Dundas | 11. Juli 1794                                                                                | 14. März 1801                                                                                 |
| Staatssekretär im Kriegsministerium | William Windham | 11. Juli 1794                                                                                | 14. März 1801                                                                                 |